# Шульц, Бруно
Бру́но Шульц (пол. Bruno Schulz, Бруно Яковлевич Шульц; 1892—1942) — польский писатель и художник еврейского происхождения. Наиболее известен сборниками рассказов «Коричные лавки» и «Санатория под клепсидрой». Жил и работал в Дрогобыче, где его творчеству посвящён литературный музей.

## Биография

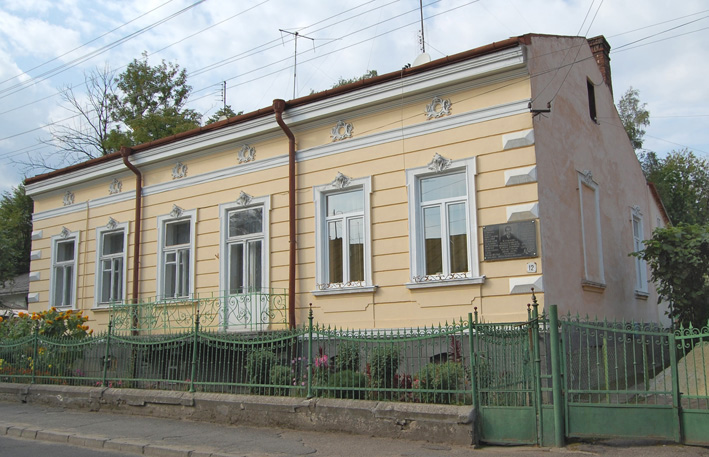
Дом, в котором жил Бруно Шульц в Дрогобыче

Бруно Шульц родился 12 июля 1892 года в городе Дрогобыч (в то время — территория Австро-Венгрии, ныне — Западная Украина) в семье польских евреев. Он был незаконнорожденным и младшим сыном Якуба Шульца, торговца шелком и Генриетты Шульц, урождённой Кухмеркер, дочери богатого торговца лесом. После рождения Бруно Шульца его родители поженились. Хоть семья Бруно и была еврейской, в ней не практиковались еврейские обычаи и традиции и говорили исключительно по-польски.
Раннее детство Шульц провел в доме № 10 на Рыночной площади в Дрогобыче. Семья жила на втором этаже дома, на первом располагалась текстильная лавка отца Бруно. Позже именно этот дом Шульц опишет в своем сборнике рассказов «Коричные лавки».
В 1902—1910 годах Бруно Шульц учился в Дрогобычской гимназии имени Франца Иосифа I, где был одним из лучших учеников. В 1910 году он продолжил обучение на архитектурном факультете Львовской политехники. В 1911 году Шульцу пришлось бросить обучение из-за серьёзных проблем со здоровьем.
В 1913 году отец Шульца серьёзно заболел. В связи с этим семье пришлось продать дом и перебраться к замужной сестре Шульца Ханне. Как раз тогда Шульц вернулся во Львовскую политехнику с целью продолжить обучение, однако и в этот раз он не смог окончить политехнику из-за начавшейся в 1914 году Первой мировой войны. После начала войны Бруно с родителями переехал в Вену, где посещал занятия в Венском техническом университете и Венской академии художеств.
В 1915 году Шульц вернулся в Дрогобыч. В июне того же года в возрасте 69 лет умирает отец Шульца. После смерти отца Бруно зарабатывал преимущественно написанием портретов на заказ и продажей собственных гравюр, но без особого успеха.
В 1922 году Шульц представил свои работы на двух художественных выставках в Варшаве и Львове. В августе того же для поправки здоровья года он посетил немецкий курорт Кудов. В следующем году Шульц презентовал свои работы на Выставке еврейского искусства в Вильно.

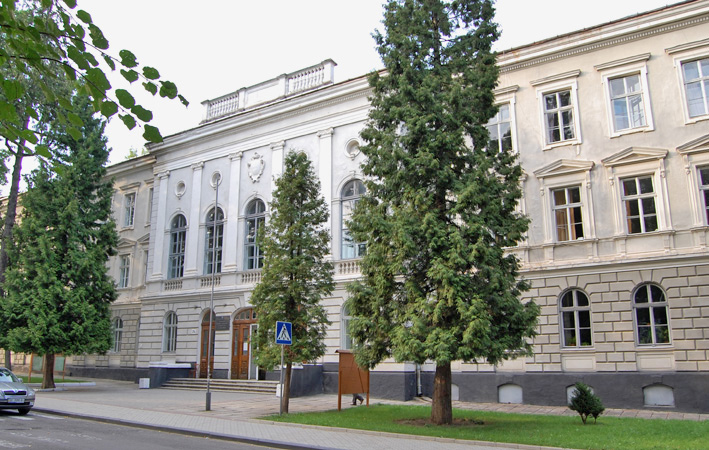
Гимназия в Дрогобыче, в которой учился и преподавал Бруно Шульц

В 1924 году Шульц устроился на работу учителем рисования в Дрогобычской гимназию имени короля Владислава Ягайло, ту самую, в которой он учился до 1910 года и проработает в ней вплоть до 1941 года. В этой гимназии он помимо рисования преподавал труд и математику. Шульц не любил свою работу и часто жаловался на неё в письмах друзьям.
В 1931 году в мастерской своего друга Станислава Виткевича в Закопане Шульц познакомился с Деборой Фогель, еврейской писательницей. В 1932 он познакомился со Стефаном Шуманом. Именно ему Шульц впервые показал рукопись «Коричных лавок». Шуман пришел от рукописи в восторг и пытался найти для неё издателя, однако безуспешно. Весной 1933 года Шульц познакомился с Юзефиной Шелинской, своей будущей невестой.
Не без помощи друзей, в 1933 году Шульц познакомился с Зофьей Налковской, которая смогла отыскать издателя для «Коричных лавок». «Лавки» были опубликованы в 1934 году и получили множество восторженных отзывов критиков. За одну ночь писатель превратился в известную фигуру в Польском литературном сообществе.
Успехи в литературе, однако, мало что изменили в личной жизни писателя: Шульц по-прежнему имел проблемы на работе и оставался единственным кормильцем в семье. За три года до публикации «Коричных лавок» умерла мать Шульца, а в 1935 скончался старший брат Исидор.
В 1935 году Шульц обручился Юзефиной Шелинской, с которой в то время работал над польским переводом романа «Процесс» Франца Кафки.
В феврале 1936 года Шульц покинул еврейскую общину Дрогобыча с целью жениться на Шелинской, которая была еврейкой, принявшей католицизм. Из-за проблем с законодательством брак Шульца и Шелинской не мог быть зарегистрирован. Через год их помолвка была расторгнута. Шульц до конца своей жизни так и останется неженатым.
В 1937 году был издан второй сборник рассказов Шульца «Санаторий под клепсидрой», привлёкший внимание Польской академии литературы. За эту книгу Шульц 5 ноября 1938 года был удостоен Академического лавра.
В 1939 писатель отправился в Париж, где безуспешно пытался организовать выставку своих работ.
11 сентября 1939 года Дрогобыч был занят нацистами, но уже 24 сентября город отошёл к СССР. Шульц как и прежде работал в гимназии, но его финансовое положение значительно ухудшилось. Чтобы заработать денег ему приходилось рисовать агитационные плакаты и писать портреты советских вождей. До 1941 года Шульц пытался публиковать свои рассказы в советских издательствах, но они были отвергнуты, так как они не отвечали нормам соцреализма.
1 июля 1941 года Дрогобыч вновь оказался под контролем Третьего рейха. Бруно Шульц, как еврей, потерял работу и оказался в Дрогобычском гетто. В Гетто Шульцу было поручено организовать библиотеку из книг, украденных нацистами из иезуитской библиотеки в Хырове.

## Жизнь в гетто и смерть
В гетто Бруно Шульцу покровительствовал гауптшарфюрер Феликс Ландау. Художественный талант Шульца был полезен Ландау: Шульц расписывал стены на вилле Ландау, в казино гестапо и в школе верховой езды для нацистов. Также Шульц создал несколько портретов своего «покровителя», ни один из них не сохранился.
19 ноября 1942 года Шульц был застрелен на пересечении улиц Мицкевича и Чацкого, когда шел в юденрат за хлебом. По другой версии, Шульца убил офицер СС Карл Гюнтер в отместку за то, что ранее Феликс Ландау убил личного дантиста Гюнтера. Гюнтер тогда сказал: «Ты убил моего еврея — я убил твоего».

## Живопись Шульца
Шульц был самоучкой: ни во Львове, ни в Вене он так и не доучился.
Творчество Шульца это повествование о человеческих слабостях, психических проблемах, навязчивых идеях, страстях и комплексах. Постоянно повторяющиеся мотивы в рисунках Шульца это женщины-кумиры и идолопоклонницы, садомазохистские сцены, сцены за столом, сцены на улице, конные экипажи, иудаика и женские обнаженные тела.

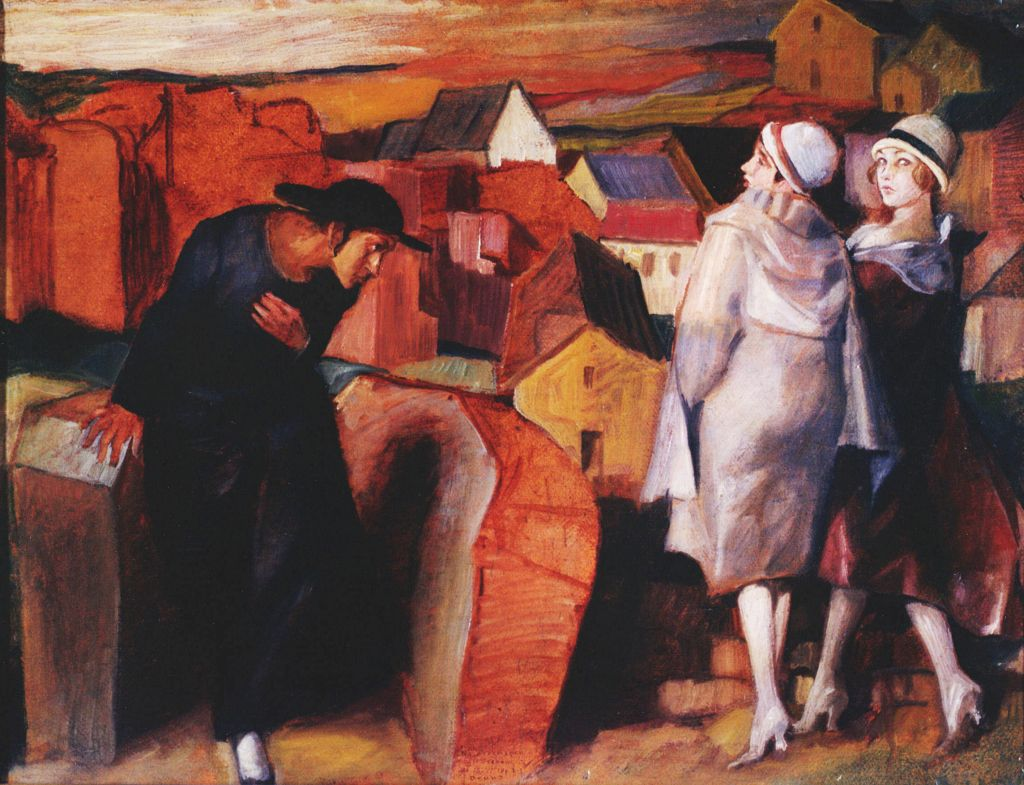
«Встреча» (1920)

Большинство работ Бруно Шульца относится к 1930-м годам, исключение составляют гравюры из серии «Книга идолопоклонства» 1920-х годов. «Книга идолопоклонства» это эротические навязчивые видения Шульца, интегрированные в окутанные мраком виды Дрогобыча. Композиции построены по принципу контраста между изображениями женщин и мужчин. Дамы — идеализированные и почти божественные существа, а мужчины — их полная противоположность: это низкорослые существа, часто с животными чертами, рабски подчиняющиеся женщинам. Многие мужские персонажи напоминают самого автора, некоторых даже можно считать его автопортретами. На картинах этой серии присутствуют многочисленные элементы фетишизма и садомазохизма. Сюжет куда менее важен, хотя кое-где просматриваются мифологические и библейские мотивы. Однако куда важнее ореол загадочности показанных сцен и неоднозначная, мрачная атмосфера, в которой ощущается огромный груз эмоций.
Большинство работ Шульца не сохранилась. Самая большая часть сохранившихся работ находится во владении Литературного музея имени Адама Мицкевича в Варшаве.
В начале 2001 года в Дрогобыче на вилле Ландау были обнаружены фрески по мотивам сказок Братьев Гримм, которые Шульц в 1941—1942 годах выполнил для сына гауптшарфюрера Феликса Ландау на вилле последнего в Дрогобыче. В мае 2001 года три фрески были сняты сотрудниками центра Яд ва-Шем и нелегально вывезены за пределы Украины, остальные пять выставлены в Дрогобыче и являются одной из главных достопримечательностей города.

## Литературное творчество
Литературное наследие писателя невелико — всего два сборника рассказов «Коричные лавки» и «Санаторий под Клепсидрой», а также несколько независимых рассказов. Следует также упомянуть сборник писем Шульца «Книга писем», изданная в 1975 году.
Сборники рассказов «Коричные лавки» и «Санаторий под Клепсидрой» это описание жизни польских евреев в провинциальном городке, напоминающий Дрогобыч. Главный герой обоих сборников — Юзеф, отражение самого автора. Центральное место в повествовании занимает Якуб — отец главного героя, сказочник и мечтатель, отображение отца Бруно Шульца. Мужчины в повествовании являются аллегорией силы и живого ума, в то время как женщины отожествляются с материей. Реальность вокруг главного героя живёт сама по себе, грань между сном и реальностью почти отсутствует. Язык произведений богат и поэтичен, полон архаизмов и метафор.
Творчество Шульца сравнивают с творчеством Франца Кафки, Райнер Марии Рильке и Томаса Манна.

## Посмертное признание

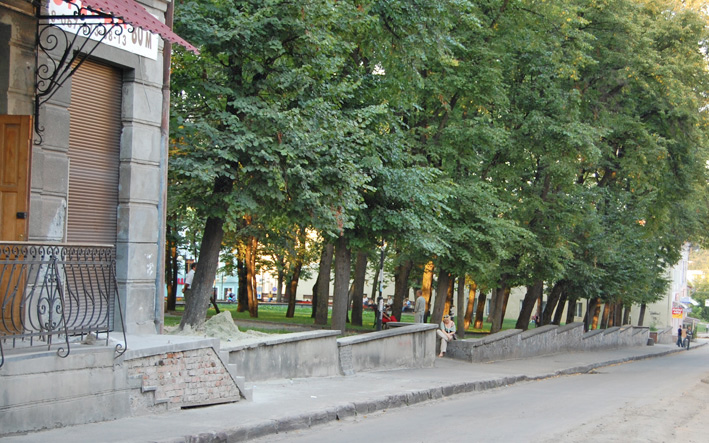
Место гибели Бруно Шульца в Дрогобыче

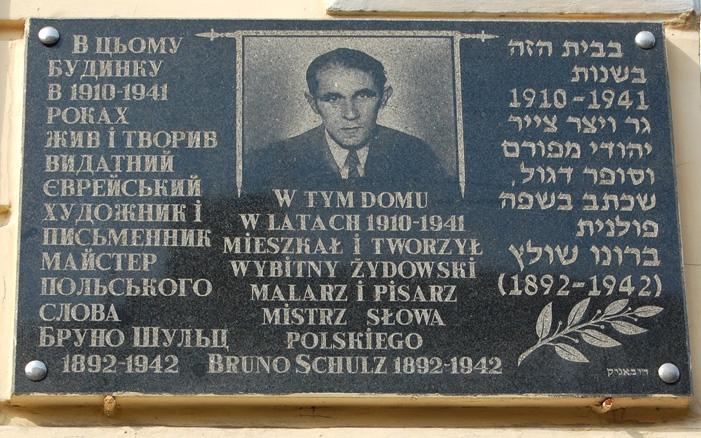
Мемориальная доска Бруно Шульца в Дрогобыче

Якобы найденной книге Шульца «Мессия» посвящён роман американской писательницы Синтии Озик «Мессия из Стокгольма» (1987). О нём написан роман израильского писателя Давида Гроссмана «Бруно» (1986), повесть-хроника Бориса Хазанова «Чудотворец» (1990), роман итальянского прозаика Уго Риккарелли «Человек по имени, кажется, Шульц» (1998). Его влияние на свою прозу признавали Богумил Грабал, Данило Киш, Филип Рот, Исаак Башевис-Зингер. В США учреждена премия Бруно Шульца лучшему зарубежному автору года, одним из её лауреатов был Данило Киш.
На русский язык прозу Бруно Шульца переводили Асар Эппель, Леонид Цывьян, Игорь Клех, Валентина Кулагина-Ярцева.
В Дрогобыче с 2003 года действует Музей Бруно Шульца.

## Экранизации произведений
- «Санаторий под клепсидрой» (Sanatorium pod klepsydrą), Войцех Хас, 1973 г.
- «Улица крокодилов», Братья Квей, 1986 г. — по одноимённому рассказу из сборника Коричные лавки.
- «Санаторий под клепсидрой» (Sanatorium Under the Sign of the Hourglass), Братья Квей, 2024 г.